# جي. ويلو ويلسون
جي. ويلو ويلسون (بالإنجليزية: G. Willow Wilson)‏ (31 أغسطس 1982، نيوجيرسي في الولايات المتحدة)؛صحفية، كاتِبة وروائية أمريكية.

## روابط خارجية
- جي. ويلو ويلسون على موقع IMDb (الإنجليزية)
- جي. ويلو ويلسون على موقع قاعدة بيانات الفيلم (الإنجليزية)